# Бурунді на Олімпійських іграх
Бурунді беруть участь в Олімпійських іграх з 1996 року. Відтоді країна посилала свою делегацію на всі літні Олімпіади, але жодного разу на зимові. 
Спотсмени Бурунді завоювали дві медалі — золоту й  бронзову. 
НОК Бурунді створено 1990 року й визнано МОКом 1993 року.

## Таблиці медалей

### Медалі літніх Ігор
| Ігри                | Спортсменів | Золото | Срібло | Бронза | Разом | Місце |
| Атланта 1996        | 7           | 1      | 0      | 0      | 1     | 49    |
| Сідней 2000         | 6           | 0      | 0      | 0      | 0     | –     |
| Афіни 2004          | 7           | 0      | 0      | 0      | 0     | –     |
| Пекін 2008          | 3           | 0      | 0      | 0      | 0     | –     |
| Лондон 2012         | 6           | 0      | 0      | 0      | 0     | –     |
| Ріо-де-Жанейро 2016 | 9           | 0      | 1      | 0      | 1     | 69    |
| Усього              | Усього      | 1      | 1      | 0      | 2     | 98    |

### Медалі за видами спрту
| Вид спорту     | Золото | Срібло | Бронза | Загалом | Місце |
| Легка атлетика | 1      | 1      | 0      | 2       | 59    |
| Усього         | 1      | 1      | 0      | 2       | 98    |

## Медалісти
| Медаль | Спортсмен         | Ігри         | Вид спорту     | Дисципліна       | Дата           |
| ------ | ----------------- | ------------ | -------------- | ---------------- | -------------- |
| Золото | Венусте Нійонгабо | Атланта 1996 | Легка атлетика | чоловіки, 5000 м | 3 серпня 1996  |
| Срібло | Франсін Нійонсаба | Ріо 2016     | Легка атлетика | жінки, 800 м     | 20 серпня 2016 |